# Nowa Zelandia na Letnich Igrzyskach Olimpijskich 1936
Nową Zelandię na Letnich Igrzyskach Olimpijskich w 1936 roku reprezentowało 7 zawodników (wszyscy mężczyźni) w 3 dyscyplinach. Zdobyli oni łącznie 1 medal (złoty w Lekkoatletyce), plasując swój kraj na 26. miejscu w klasyfikacji medalowej.
Był to piąty występ Nowej Zelandii na igrzyskach. Chorążym ekipy był lekkoatleta Jack Lovelock.

## Medaliści

### Złote Medale
- Jack Lovelock – lekkoatletyka – Bieg na 1500 m

## Wyniki reprezentacji

### Boks

#### Mężczyźni
| Zawodnik       | Konkurencja                    | 1/16 finału          | 1/8 finału             | Ćwierćfinały     | Półfinały        | Finał            | Pozycja  |
| Zawodnik       | Konkurencja                    | Przeciwnik Wynik     | Przeciwnik Wynik       | Przeciwnik Wynik | Przeciwnik Wynik | Przeciwnik Wynik | Pozycja  |
| -------------- | ------------------------------ | -------------------- | ---------------------- | ---------------- | ---------------- | ---------------- | -------- |
| Clarrie Gordon | waga piórkowa (do 57,152 kg)   | Åke Karlsson Porażka | NQ                     | NQ               | NQ               | NQ               | 16.- 24. |
| Norm Fisher    | waga lekka (do 61,237 kg)      | BYE                  | Lidoro Oliver Porażka  | NQ               | NQ               | NQ               | 9.- 16.  |
| Tom Arbuthnott | waga półśrednia (do 66,678 kg) | BYE                  | Raúl Rodríguez Porażka | NQ               | NQ               | NQ               | 9.- 16.  |

### Kolarstwo

#### Kolarstwo szosowe

##### Mężczyźni
| Zawodnik     | Konkurencja                | Czas     | Pozycja   |
| ------------ | -------------------------- | -------- | --------- |
| George Giles | Wyścig ze startu wspólnego | Nieznany | Nieznana* |

*Protokół wyścigu uwzględniał jedynie czasy pierwszej czterdziestki. Giles ukończył wyścig, lecz jego czas i pozycja nie zostały zapisane.

#### Kolarstwo torowe
| Zawodnik     | Konkurencja | 1. runda | 1. runda | Baraże o 2 rundę | Baraże o 2 rundę | 2. runda                     | 2. runda | Ćwierćfinały | Ćwierćfinały | Półfinały | Półfinały | Finał | Finał   |
| Zawodnik     | Konkurencja | Czas     | Pozycja  | Czas             | Pozycja          | Czas                         | Pozycja  | Czas         | Pozycja      | Czas      | Pozycja   | Czas  | Pozycja |
| ------------ | ----------- | -------- | -------- | ---------------- | ---------------- | ---------------------------- | -------- | ------------ | ------------ | --------- | --------- | ----- | ------- |
| George Giles | Sprint      | 12.6 s   | 1. Q     | BYE              | BYE              | 12.6 s + 1/2 długości roweru | 2.       | NQ           | NQ           | NQ        | NQ        | NQ    | NQ      |

| Zawodnik     | Konkurencja  | Czas   | Pozycja |
| ------------ | ------------ | ------ | ------- |
| George Giles | 1 km na czas | 1:15.0 | 8.      |

### Lekkoatletyka

#### Konkurencje biegowe

##### Mężczyźni
| Zawodnik       | Konkurencja    | Eliminacje | Eliminacje | Półfinały | Półfinały | Finał  | Finał   |
| Zawodnik       | Konkurencja    | Czas       | Pozycja    | Czas      | Pozycja   | Czas   | Pozycja |
| -------------- | -------------- | ---------- | ---------- | --------- | --------- | ------ | ------- |
| Pat Boot       | Bieg na 800 m  | 1:56.6     | 3. Q       | Nieznany  | 7.        | NQ     | NQ      |
| Jack Lovelock  | Bieg na 1500 m | 4:00.6     | 3. Q       | —         | —         | 3:47.8 | [ 14 ]  |
| Cecil Matthews | Bieg na 5000 m | Nieznany   | 13.        | —         | —         | NQ     | NQ      |